# Gordaliza del Pino
Gordaliza del Pino település Spanyolországban, León tartományban. Lakosainak száma 239 fő (2024).

## Földrajza
Gordaliza del Pino Joarilla de las Matas, Vallecillo, Bercianos del Real Camino, Calzada del Coto, Sahagún és Melgar de Arriba községekkel határos.

## Népesség
A település lakosságának változását az alábbi diagram mutatja:
| Lakosok száma | 348  | 315  | 322  | 307  | 283  | 269  | 252  | 252  | 244  | 239  |
|               | 2001 | 2004 | 2007 | 2009 | 2012 | 2014 | 2017 | 2019 | 2022 | 2024 |